# Stafford Fairborne
Stafford Fairborne (1666 – Londra, 11 novembre 1742) è stato un ammiraglio inglese.
Fu il primo Commander-in-Chief, Thames.
Ammiraglio della flotta Sir Stafford Fairborne è stato un ufficiale della Royal Navy e politico Whigs. Come capitano partecipò al comando di varie navi nella battaglia di Beachy Head, nella Battaglia di Barfleur-La Hogue e nella battaglia di Lagos durante la Guerra della Grande Alleanza.
Fairborne ricevette il comando dello squadrone costiero di una flotta inviata nel Mediterraneo durante la guerra di successione spagnola. La flotta fu sconfitta nella battaglia di Cadice, ma in seguito ottenne una vittoria nella battaglia della baia di Vigo. Successivamente, divenne comandante in seconda, sotto Sir Cloudesley Shovell, della Mediterranean Fleet e fu presente all'assedio e all'assedio di Barcellona (1705). In seguito gli fu affidato il comando di uno squadrone inviato a La Rochelle e prese parte alla assedio di Ostenda (1706).
Fairborne rappresentò il Collegio di Rochester come membro del Parlamento dal 1705 al 1710.

## Biografia

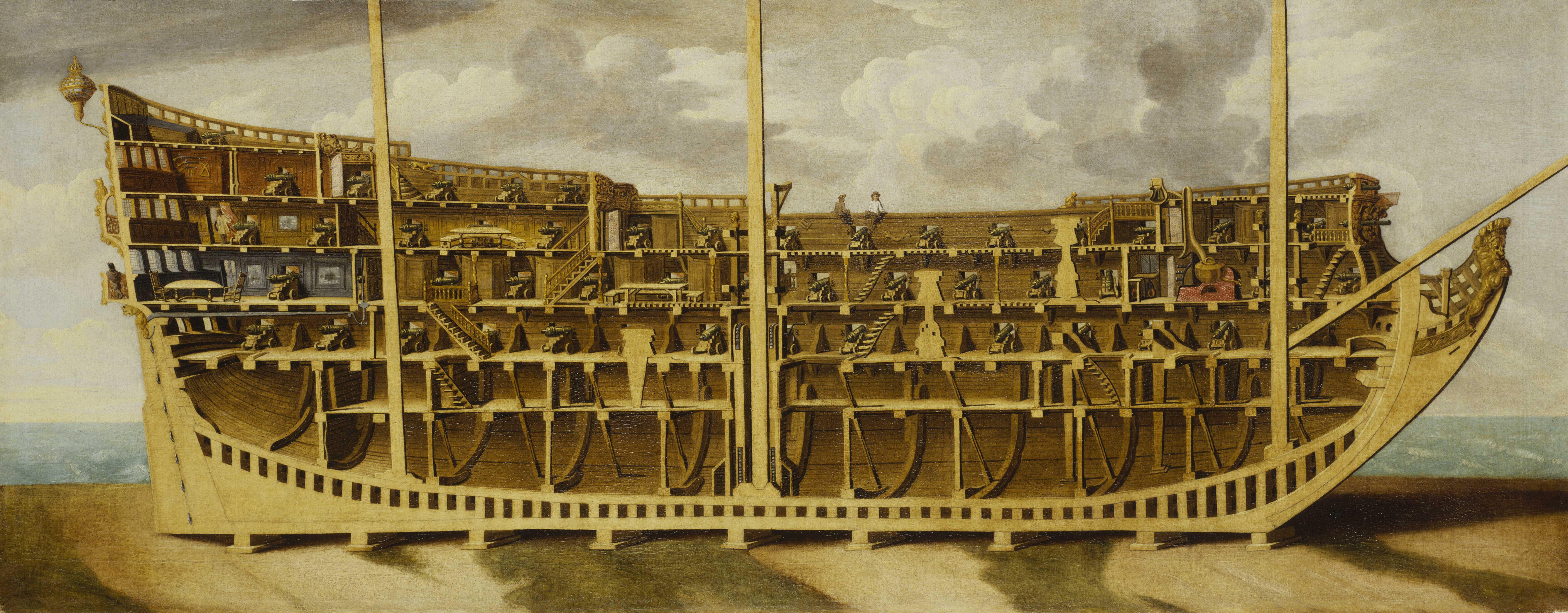
La HMS London di prima classe che Fairborne comandò nell'estate del 1696

Figlio primogenito di Sir Palmes Fairborne, Governatore di Tangeri e di Margery Fairborne (nata Devereux), Fairborne divenne un Volunteer-per-order nel 1681. Promosso tenente, comandò la HMS Bonaventure di quarta classe durante la malattia del capitano in un incontro con alcuni vascelli Salé al largo di Mehdya nel giugno 1685 e, dopo essere stato promosso a comandante il 12 luglio 1686, gli fu dato il comando della HMS Half Moon nello stesso mese. Il mecenate di Fairborne da questo momento divenne l'ammiraglio Arthur Herbert.
Promosso capitano il 30 agosto 1688, Fairborne ricevette il comando della HMS Richmond. Il fatto che sua madre fosse rimasta senza pensione dal vecchio regime ha probabilmente reso Fairborne un sostenitore della Gloriosa Rivoluzione del novembre 1688.
All'inizio del 1689 si trasferì al comando della HMS Phoenix e poi comandò la HMS Warspite nella Battaglia di Beachy Head (1690) durante la Guerra dei Nove Anni. Dopo la battaglia i ponti superiori della nave furono trovati pieni di palle di moschetto olandesi.
Fairborne prestò servizio in forza alla brigata navale del duca di Marlborough nell'assedio di Cork (1690) durante la guerra guglielmita in Irlanda prima di comandare la HMS Elizabeth nella Battaglia di Barfleur-La Hogue nel maggio 1692. Comandò la HMS Monck di terza classe nella flotta di Sir George Rooke, mentre era a capo del cosiddetto "convoglio di Smirne" che fu disperso dai francesi nella battaglia di Lagos al largo di Capo St. Vincent nel giugno 1693.
Fairborne ricevette il comando della HMS Victory nel 1695 e nello stesso anno Fairborne può essere considerato l primo Commander-in-Chief della Nore Station, venendo nominato capitano della HMS London con il titolo di Commander in Chief of his Majesty's shipps in the River of Thames and the Medway. trasferito al comando della HMS Defiance nel febbraio 1696 con l'ordine di proteggere il commercio verso Le Dune. Tornò alla HMS Victory nel marzo 1697 e alla HMS Albemarle nell'autunno 1697.
Fairborne fu assegnato alla HMS Torbay nel maggio 1699, ma poiché la nave non era pronta, fu trasferito sulla nave magazzino HMS Suffolk nell'estate del 1699 e poi prese il comando della HMS Tilbury nel gennaio 1700 con l'ordine di salpare per Terranova per ripulire la costa dai pirati. Più tardi, nello stesso anno, prestò servizio nel Mediterraneo.

### Ammiraglio

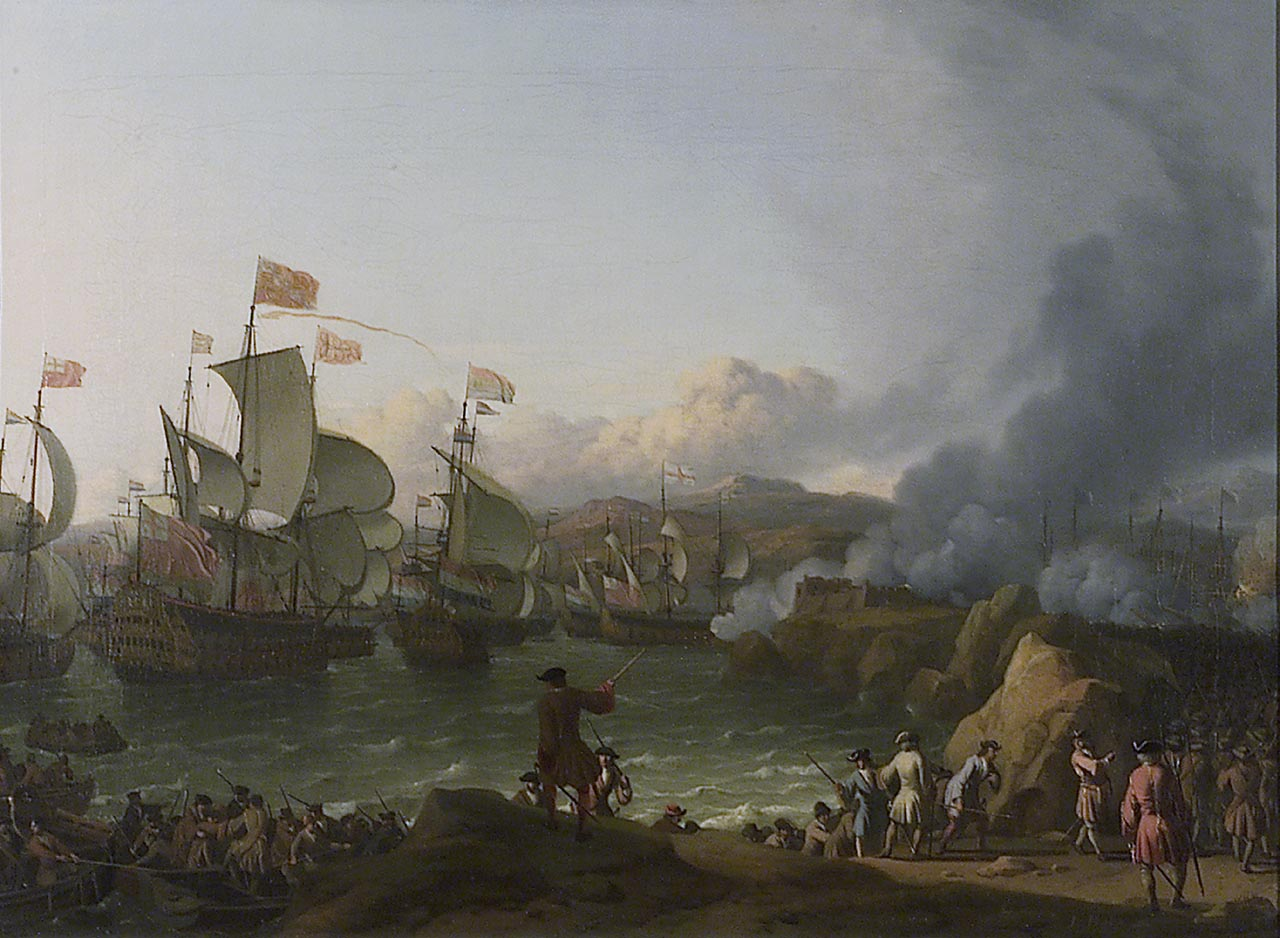
Fairborne comandò lo squadrone costiero nella battaglia della baia di Vigo nell'ottobre 1702

Promosso contrammiraglio il 30 giugno 1701, Fairborne fu nominato Knight Bachelor il 3 novembre 1701. Dopo aver ricevuto la Freedom of the City of Cork, gli fu affidato il comando dello squadrone costiero, ponendo la propria bandiera sulla Saint George, in una flotta inviata nel Mediterraneo nell'estate del 1702 durante la guerra di successione spagnola. La flotta fu sconfitta nella Battaglia di Cadice nel settembre 1702 ma, dopo che Fairborne ebbe trasferito la sua bandiera sulla HMS Essex, la flotta ottenne una importante vittoria nella battaglia della baia di Vigo nell'ottobre 1702. Dopo la battaglia gli fu affidato il compito di aiutare Sir Cloudesley Shovell a portare il bottino di guerra a Spithead nel novembre 1702.
Nel febbraio 1703, rifiutò un comando nelle Indie Occidentali e, temendo di essere stato bandito dal consiglio del Lord Alto Ammiraglio da qualsiasi comando futuro, sfidò l'ammiraglio George Churchill a duello: entrambi gli ufficiali furono successivamente arrestati.
Promosso viceammiraglio il 6 maggio 1703, Fairborne divenne terzo in comando, con la sua bandiera nella Association, servendo sotto Shovell nella Mediterranean Fleet con l'ordine di contrastare il nemico, assistere gli alleati e proteggere il commercio inglese.
Rientrata in Gran Bretagna, la nave fu sorpresa dalla Grande Tempesta del 1703 e, dopo essere stata strappata dalla sua ancora a Gunfleet Sands, fu trascinata attraverso il Mare del Nord fino alla costa dei Paesi Bassi affrontando condizioni terribili e subendo la perdita di 28 uomini. Di Fairborne non si seppe nulla per un mese intero. Dopo i lavori di manutenzione a Göteborg in Svezia, la nave tornò in Inghilterra.
Fairborne ricevette il comando di uno squadrone nel Canale della Manica, con la sua bandiera sulla HMS Shrewsbury nel 1704. Divenne comandante in seconda, sotto Shovell, della Mediterranean Fleet nella primavera del 1705 e fu presente all'assedio di Barcellona (1705).
Fu anche eletto membro del Parlamento come membro Whigs per Rochester alle Elezioni generali inglesi del 1705 e nominato membro del consiglio del Lord Alto Ammiraglio (una carica conferita a quel tempo al principe Giorgio di Danimarca). nel febbraio 1706. Quell'anno finanziò la posa di una nuova pavimentazione all'esterno della Rochester Guildhall, la cui lapide commemorativa è ancora al suo posto sulla facciata dell'edificio. Gli fu dato il comando di uno squadrone inviato a La Rochelle nel maggio 1706 e prese parte alla Presa di Ostenda nel giugno 1706. In ognuna di queste azioni fu personalmente coinvolto in pericolose operazioni costiere e si dice che abbia "corteggiato il pericolo come un'amante".
Fairborne fu promosso ammiraglio il 7 gennaio 1708 e fu nuovamente eletto a Rochester alle elezioni generali britanniche del 1708. Si ritirò come membro del consiglio nel giugno 1708 e fu promosso ammiraglio della flotta il 21 dicembre 1708. In Parlamento sostenne il voto del Ministero Whigs per la naturalizzazione dei Tedeschi palatini con il Foreign Protestants Naturalization Act 1708, ma perse il suo seggio di Rochester alle elezioni generali del 1710, che videro una vittoria schiacciante del Partito Tory sulla scia delle accuse lanciate dal pastore Henry Sacheverell che Fairborne aveva sostenuto. Gli fu offerto un posto come commissario per lo scioglimento dei marines nel 1713, ma lo rifiutò nella speranza un giorno di tornare a ricoprire un incarico di alto livello nell'Ammiragliato. Il deputato Tory Edward Russell, I conte di Orford, che divenne Primo lord dell'ammiragliato, si assicurò che Fairborne non tornasse mai più in carica. In pensione visse al n. 33 di Golden Square a Londra. Morì l'11 novembre 1742 e fu sepolto nell'Abbazia di Westminster.